# Enunt
|  | Per a altres significats, vegeu «Oenos (desambiguació)». |

Enunt (en llatí Oenus, en grec antic Οἰνοῦς οῦντος) era una ciutat de Lacònia cèlebre pel seu vi. Del seu nom en derivava el nom el riu Enunt (Oenus), afluent de l'Eurotes. Ateneu de Nàucratis diu que era propera a Pitane i probablement no era lluny de la unió del riu Enunt amb l'Eurotes.
El riu Enunt correspon al modern Kelefina, i tenia naixement al mont Parnon, corrent després en direcció generalment cap al sud-oest, fins a desaiguar a l'Eurotes a uns 3 km d'Esparta. El seu afluent principal era el Gorgilos (Γόργυλος) modern Vrestená.